# Marília Chaves Peixoto
Marília Chaves Peixoto (Santana do Livramento, 24 de fevereiro de 1921 — Rio de Janeiro, 5 de janeiro de 1961) foi uma matemática e engenheira brasileira, autoridade mundial na área. Foi a primeira mulher brasileira a ingressar na Academia Brasileira de Ciências.

## Biografia
Marília de Magalhães Chaves nasceu em Santana do Livramento, Rio Grande do Sul. Em 1939 matriculou-se na Escola Nacional de Engenharia da Universidade do Brasil (atual Universidade Federal do Rio de Janeiro), onde atuou como monitora; ao mesmo tempo, foi aluna ouvinte no curso de Matemática da Faculdade Nacional de Filosofia.
Na Escola Nacional de Engenharia, Marília foi colega de Leopoldo Nachbin e Maurício Peixoto. Ela se forma em 1943 em engenheira e matemática e, em 1948, torna-se doutora em ciências e foi aprovada no concurso para livre-docente na Universidade do Brasil.
Marília e Maurício Peixoto se casaram em 1946, e ela passa a adotar nome Marília Chaves Peixoto. O casal teve dois filhos, Marta e Ricardo. 
Entrou para a Academia Brasileira de Ciências em 1951, sendo a primeira mulher membro efetiva da instituição. Antes disso, desde 1923, Marie Curie fora única a mulher da academia como membro associada estrangeira.
Peixoto publicou os artigos “On the inequalities y'” ³ G(x,y,y’,y”)”, em 1949, e “Structural stability in the plane with enlarged boundary conditions”, em 1959, nos Anais da Academia Brasileira de Ciências, em parceria com Maurício Peixoto. Lecionou cálculo e mecânica na Escola Nacional de Engenharia.
Marília morreu prematuramente em 5 de janeiro de 1961.